# 3029 Sanders
3029 Sanders eller 1981 EA8 är en asteroid i huvudbältet som upptäcktes den 1 mars 1981 av den amerikanska astronomen Schelte J. Bus vid Siding Spring-observatoriet. Den är uppkallad efter Jeffrey D. Sanders.
Asteroiden har en diameter på ungefär 5 kilometer och den tillhör asteroidgruppen Flora.